# Herb obwodu samarkandzkiego
Herb obwodu samarkandzkiego (ros. Герб Самаркандской области) – symbol obwodu samarkandzkiego będącego jednostką administracyjną Imperium Rosyjskiego istniejącą od 1887 roku. Jego wygląd został zatwierdzony 31 stycznia 1890 roku. 

## Blazonowanie
W polu błękitnym słup srebrny, falujący, po bokach dwie gałązki morwy złote. Głowica adamaszkowa, srebrna ze znakiem tamgi Tamerlana stanowiącym trzy pierścienie czarne w dwóch rzędach z 1 i 2 pierścieniami. Tarcza zwieńczona koroną carską i otoczona liśćmi dębu złotymi przewiązanymi wstęgą Świętego Aleksandra .

## Opis
Herb stanowi błękitna tarcza francuska, na której widnieje srebrny falujący słup, po którego bokach umieszczone są pojedyncze gałązki morwy w kolorze złotym. Głowica pokryta jest srebrnym damaskinażem (adamaszkiem), na którym umieszczona jest tamga Tamerlana składająca się z trzech czarnych pierścieni ułożonych w dwóch rzędach w kształt piramidy. Tarcza zwieńczona jest starożytną koroną carską. Herb otoczony jest dwoma złotymi gałązkami dębowymi połączonymi czerwoną wstęgą orderu świętego Aleksandra zawiązaną w kokardę  .

## Historia
Herb obwodu został zatwierdzony z dniem 31 stycznia 1890 roku .

## Galeria

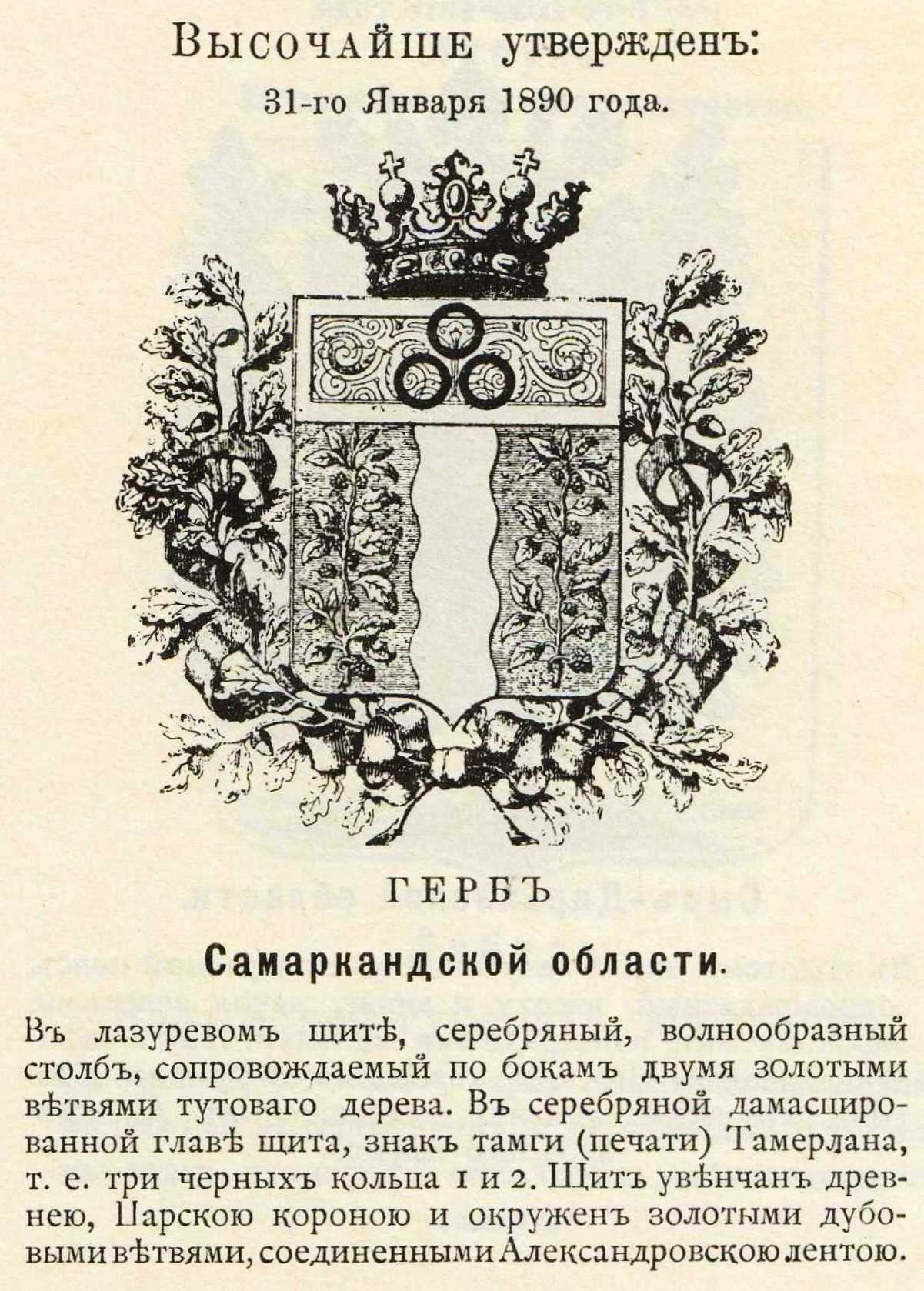
Herb obwodu z herbarza P. Winklera z 1899 roku
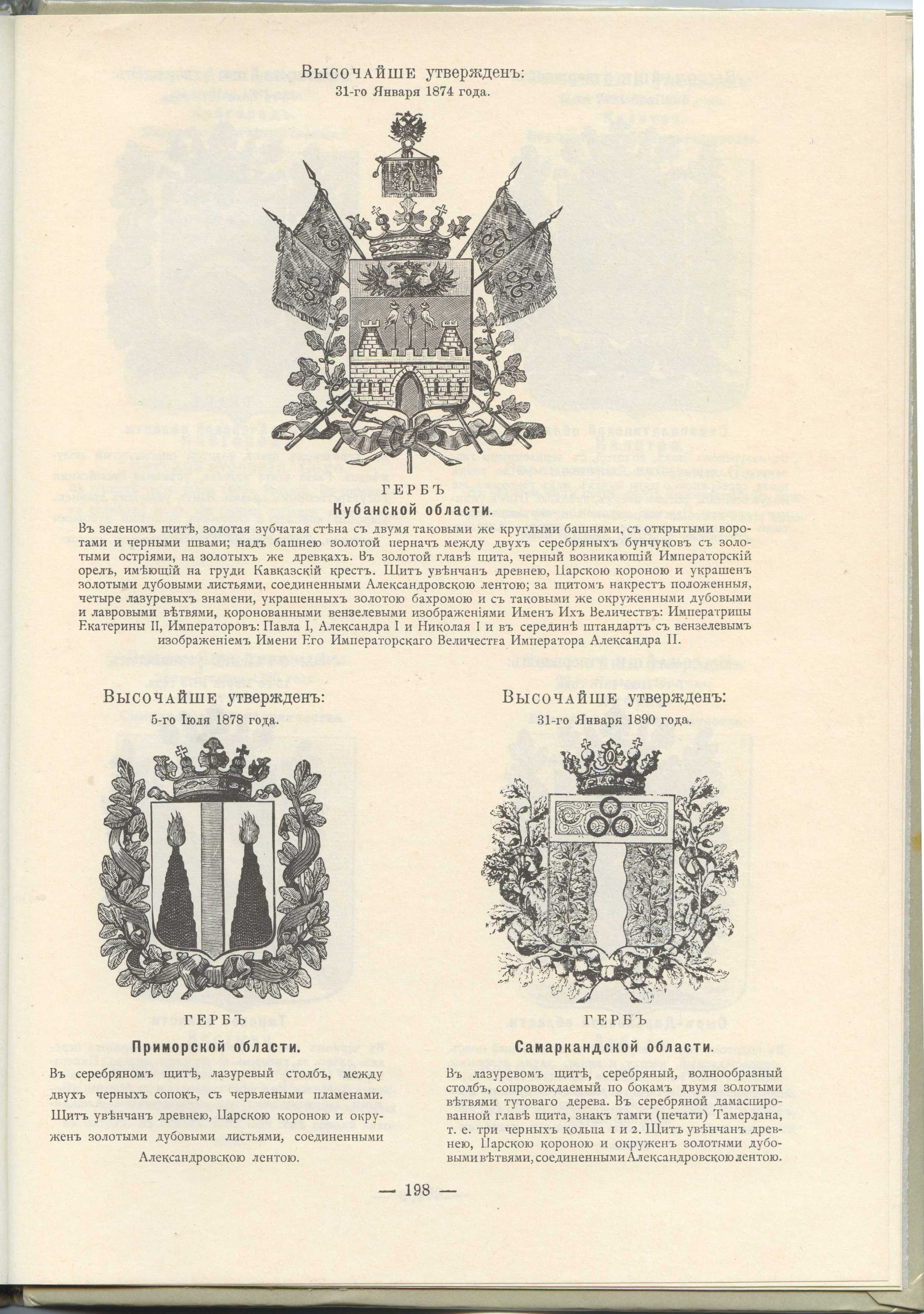
Karta z herbarza P. Winklera z 1899 roku (herb obwodu na dole po prawej)
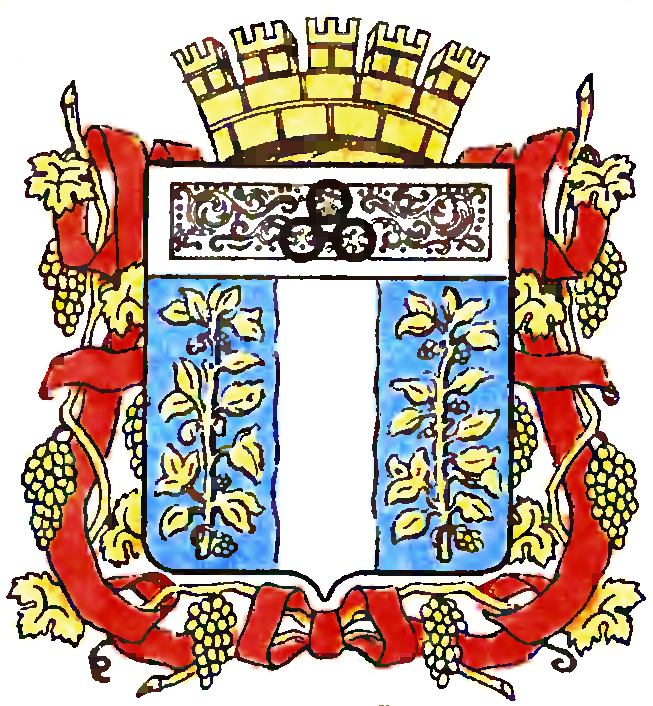
Herb Samarkandy z 1910 roku